# Provincia de Cunene
Cunene es una de las 21 provincias en que se encuentra dividida administrativamente Angola. Limita al este con la provincia de Namibe, al norte con la provincia de Huíla, al oeste con la provincia de Cuando Cubango y al sur con Namibia, a través del río Cunene, que marca la frontera entre ambos países. Su área es de 77.213 km², su población de 687.348 habitantes, y su capital es Ondjiva.
Tiene un clima tropical seco. Sus principales cultivos son el maíz, la yuca y las hortalizas. También se explotan el hierro y el cobre.

## Municipios con población estimada en julio de 2018
- Cahama 79,379
- Cuanhama 424,306
- Curoca 46,556
- Cuvelai 65,026
- Namacunde 160,992
- Ombadja 345,490

## Municipios
La provincia está subdividida en seis municipios:
- Kahama.
- Kuroca.
- Kuvelay.
- Kwanhama.
- Namacunde.
- Ombadja, anteriormente Santa Clara.

## Comunas
La provincia está subdividida en 28 comunas:
| - Bangula, - Cacite, - Castilhos, - Chitado, - Evale, - Humbe, - Kafima, | - Kahama, - Kalonga, - Kuvati, - Kuvelai, - Môngua, - Mukope, - Mupa, | - Namakunde, - Naulila, - Ombala yo Mungu, - Ondjiva , - Oximolo, - Shiede, - Xangongo, | - Nehone Cafima, - Evale, - Simporo, - yonde, - Xagongo, - Oncócua, - Otthinjau |

## Idioma
La lengua kwanyama es el idioma empleado en la provincia de Cunene (425.000 personas) y en el norte de Namibia, región de Ovambolandia (240.000 personas).